# Région maritime
La région maritime située au sud du pays est la région la plus peuplée du Togo et la seule de son littoral sur l'océan Atlantique (golfe de Guinée), entre la côte du Ghana (région de la Volta) à majorité anglophone et celle du Bénin à majorité francophone aussi (en plus des langues africaines locales notamment l'éwé).
Sa capitale est Tsévié. Elle avait pour capitale la commune de Lomé jusqu'à ce que cette dernière devienne une région autonome.[Quand ?]
Son code ISO 3166-2 est « TG-M ».

## Description
La capitale Tsévié compte 58 090 habitants en 2006. C'est la capitale de la préfecture du Zio et de ladite Région maritime.

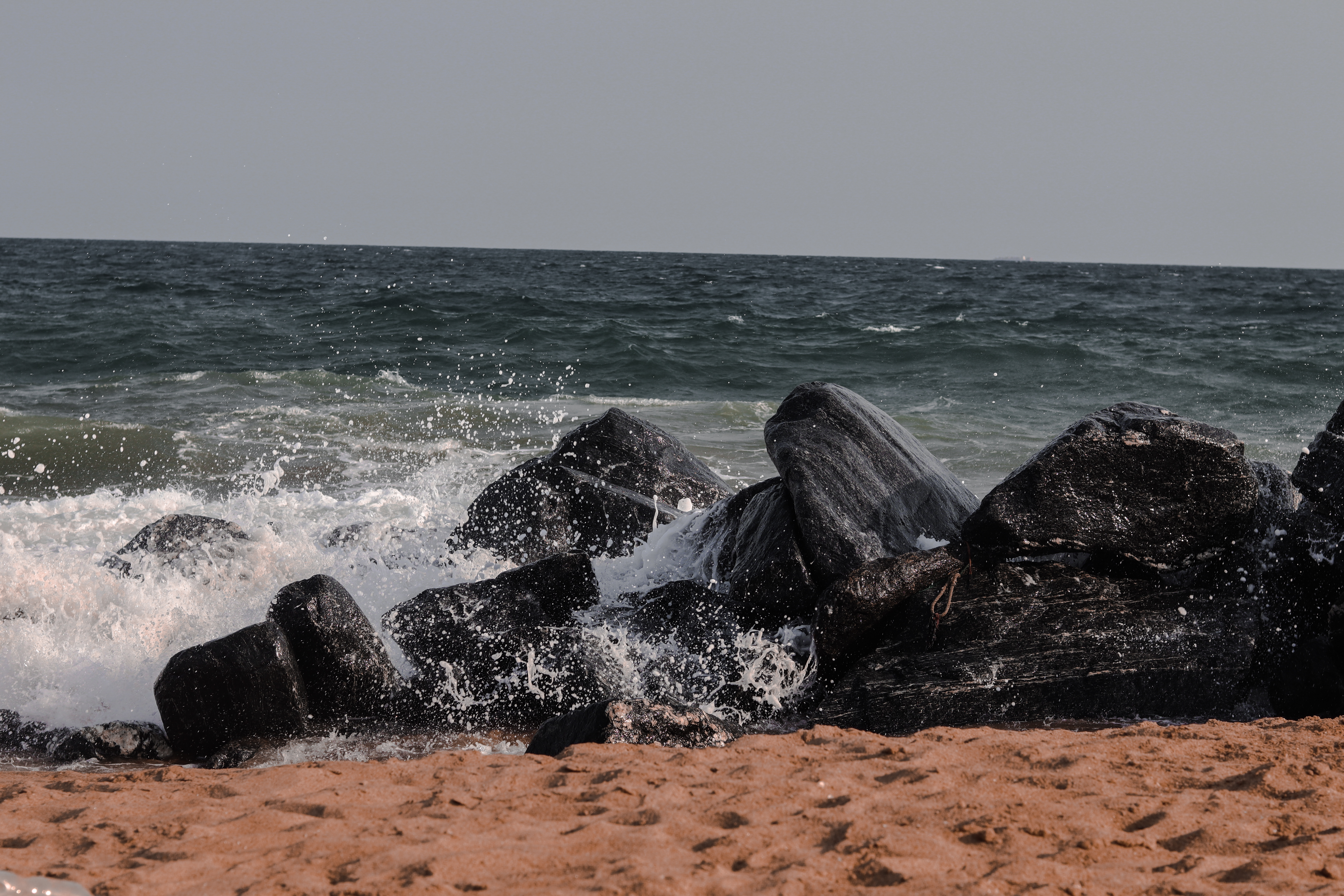
Sable et rochers sur une grève du littoral

À 30 kilomètres de Lomé se trouve le lac Togo, près de la petite ville d'Agbodrafo (dénommée par les navigateurs portugais Porto Seguro), vestige de la traite négrière faisant partie de la « Route des esclaves ».
Entouré de petits villages, le lac Togo est parcouru par des pêcheurs qui naviguent dans de petites embarcations creusées dans des troncs d'arbre pour aller ramasser leurs filets et leurs nasses.
On trouve aussi Aného, située à 15 kilomètres à l'est d'Agbodrafo. Aneho est le centre spirituel du peuple Guin-Mina. 
Près du lac Togo, on découvre aussi le petit village de Togoville qui a donné son nom à tout le pays. 
On peut y aller en longeant le lac ou en le traversant en pirogue. 
À Vogan, capitale de la préfecture de Vo, se tient un marché nocturne les mardis et vendredis soir avec de nombreuses rencontres avec la culture animiste et vaudou. 
Enfin, c'est à Hahotoé que se trouvent les mines de phosphate du Togo.
Dans la préfecture de l'Avé des villes et villages comme Dokplala, Badja, Kévé  sont des fournisseurs des produits du palmier à huile. l'Avé est situé à l'ouest de la région martime près de la frontière Togo - Ghana.

## Subdivisions administratives
- Avé (Préfecture d'Avé) capitale : Kévé

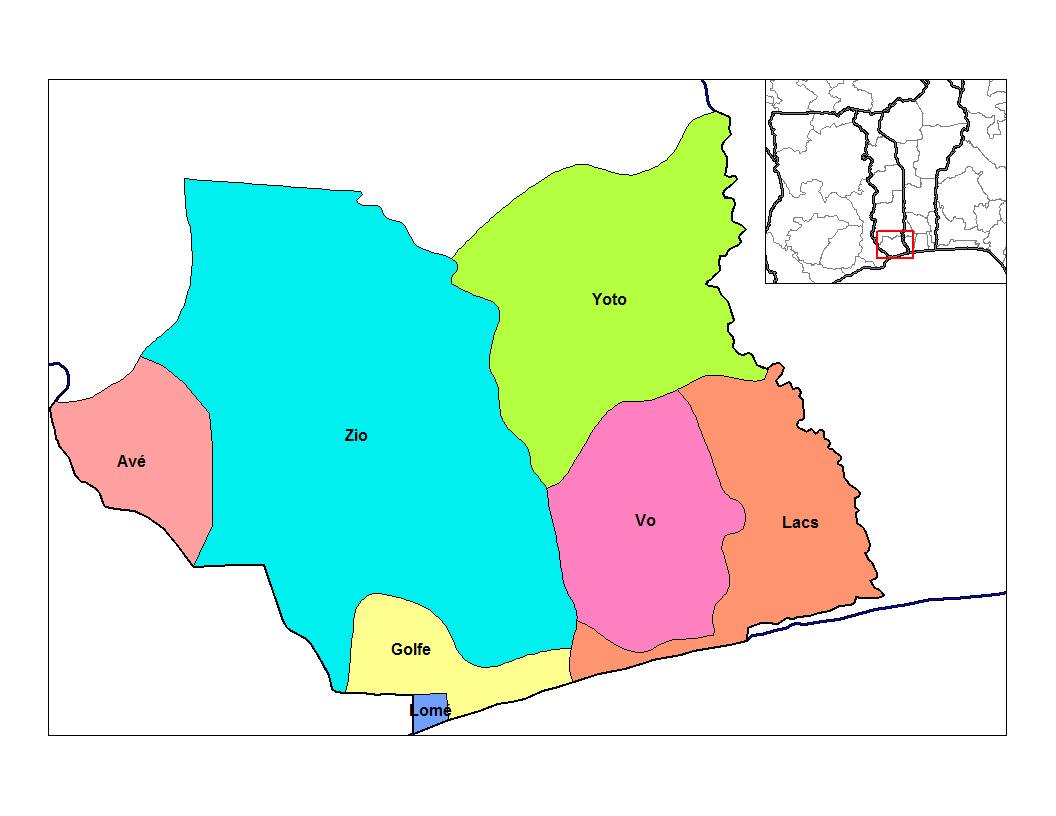
Préfectures de la région maritime au sud du Togo

- Bas-Mono (Préfecture de Bas-Mono) capitale : Afagnagan
- Golfe (Préfecture du Golfe) capitale : Lomé (capitale nationale)
- Lacs (Préfecture des Lacs) capitale : Aného
- Yoto (Préfecture de Yoto) capitale : Tabligbo
- Vo (Préfecture de Vo) capitale : Vogan
- Zio (Préfecture du Zio) capitale : Tsévié